# Rafael Bittencourt
Rafael "Bittencourt" de Paula Souza Neto  (São Paulo, 22 de outubro de 1971) é um cantor, compositor, guitarrista, violonista e produtor brasileiro, conhecido pelo seu trabalho como guitarrista da banda de power metal Angra, da qual é fundador e único membro ativo em todas as formações.
Em sua carreira, vendeu mais de 5 milhões de álbuns, em uma discografia de 24 títulos lançados mundialmente, incluindo singles, CDs, EPs e DVDs.
É Bacharel em Composição Musical e Regência. Também atua como professor, coach de bandas, palestrante, influenciador em mídias sociais, arranjador, produtor musical e empresário.

## Carreira
É neto do professor Raphael de Paula Souza, superintendente da Campanha Nacional Contra a Tuberculose no século XX, que dá seu nome a um Hospital no Rio de Janeiro. Também é trineto do ex-presidente Prudente de Morais através de sua avó.
Iniciou sua educação musical aos sete anos, motivado por seus pais, tendo aulas de flauta e piano. Aos 12 anos, quando viu pela primeira vez Angus Young tocando guitarra em um clip do AC/DC. Aquele tipo de atitude e aquele som o impulsionaram a aprender guitarra, comprou um violão e começou a ter aulas. Como muitos garotos de sua idade, aprender no violão as músicas da cultura popular brasileira foi seu primeiro passo. Neste momento ele teve contato com os acordes jazzísticos da Bossa Nova e seus ritmos típicos. Porém, os poderosos acordes da guitarra ainda eram um mistério que continuava a seduzi-lo.
Iniciou a guitarra elétrica aos 14 anos e, um ano depois, formou sua primeira banda chamada "Lixo Atômico"[carece de fontes?] que, movida pelo movimento punk, tocava covers de Ratos do Porão, Garotos Podres, Cólera e Camisa de Vênus. Continuou estudando e alimentando sua fascinação por bandas de rock durante os anos oitenta. Foi nessa época o primeiro show de metal, com sua antiga banda "Detroit", num festival em Pindamonhangaba.
Em 1988, foi viver nos Estados Unidos, continuando a ter aulas de guitarra tocando em uma big band de jazz onde recebeu o prêmio Louis Armstrong. Juntou-se a um coral, tomou parte em diferentes atividades de dramaturgia, tocou tuba em duas orquestras e ganhou muita experiência decidindo-se finalmente por ser um músico profissional.
De volta ao Brasil, ingressou à Faculdade de Artes Santa Marcelina para o estudo de Composição e Regência, onde se graduou em 1996. Lá, o Angra foi formado em 1991, pelo vocalista, tecladista e multi-instrumentista Andre Matos e os guitarristas Rafael Bittencourt e André Linhares. Antes, Rafael Bittencourt fazia parte da banda Spitfire.[carece de fontes?] O primeiro show da banda foi dia 17 de abril de 1993 no Black Jack, em São Paulo.
Compôs aos 17 anos músicas que constam na primeira demo-tape do Angra, como Reaching Horizons, que garantiu ao Angra um contrato com a gravadora japonesa JVC. Criou o conceito original do Angra com sua visão transformadora e interesse em anjos. O primeiro álbum do grupo, Angels Cry, repleto de composições e conceitos criados por Rafael, alcançou disco de ouro no Japão e até hoje é um grande sucesso em todo o mundo com mais de um milhão de discos vendidos.
Com a banda, se apresentou nos festivais Monsters of Rock, Rock Machine, Wacken Open Air, Festival Pop Rock e em duas edições do Rock in Rio (2011 e 2015).
Apenas o guitarrista Rafael Bittencourt tocou em todos os álbuns do Angra, com exceção das participações especiais de Kiko nos álbuns Ømni e Cycles of Pain.
Além do Angra, Rafael criou o Bittencourt Project, explorando muitos outros estilos e sonoridades além do heavy-metal.
Em 2008, lança o álbum "Brainworms I", onde o guitarrista vira cantor e faz um som mais direto e diversificado do que o que se podia esperar, misturando elementos do rock, do metal e até do pop.
Em 2016, é gravado no Café Piu-Piu, em São Paulo o primeiro DVD deste projeto, chamado "Brainworms Live in Brazil", que teve as participações de Alirio Netto, Marcello Pompeu, Michel Leme, Fabio Zaganin, Ricardo Confessori, Edu Ardanuy, Bruno Valverde e Felipe Andreoli.[carece de fontes?]
Em 2020, participa de um show da cantora Tarja Turunen em Praga, na República Checa, que irá para um DVD da artista.
Em 28 de maio de 2021, lança a música "Dar as Mãos", com a participação de diversos artistas, como Carlinhos Brown, MC Guimê, Toni Garrido e Família Lima.
Em dezembro de 2021, lançou o podcast Amplifica nos estúdios Flow.

## Discografia

### Angra
- Angels Cry (1993)
- Evil Warning, EP (1994)
- Holy Land (1996)
- Freedom Call, EP (1997)
- Fireworks (1998)
- Rebirth (2001)
- Hunters and Prey, EP (2002)
- Temple of Shadows (2004)
- Aurora Consurgens (2006)
- Aqua (2010)
- Secret Garden (2014)
- Ømni (2018)
- Cycles of Pain (2023)

### Bittencourt Project
- Brainworms I (2008)